# Edward Wong
Edward Wong (Washington D. C., 14 de noviembre de 1972) es un periodista estadounidense. Es corresponsal diplomático de The New York Times.

## Biografía
Wong nació el 14 de noviembre de 1972 en Washington D. C. y creció en Alexandria, Virginia. Se graduó summa cum laude por la Universidad de Virginia en 1994 con una licenciatura en literatura inglesa. En 1999, obtuvo un master en periodismo y una maestría en estudios de relaciones internacionales y de área internacional (MIAS) de la Universidad de California, Berkeley. Wong estudió chino mandarín en la Universidad de Lengua y Cultura de Beijing, en la Universidad de Taiwán y en el Middlebury College.

## Trayectoria
En octubre de 1999, Wong se unió a The New York Times (NYT). Durante cuatro años trabajó en las secciones Metro, deportes, empresas y extranjería. Desde noviembre de 2003 a 2007 cubrió la Guerra de Irak, entre 2008 y 2016, informó desde China. Fue jefe de la oficina de Beijing del NYT. Wong ha enseñado reportajes internacionales como profesor invitado en la Universidad de Princeton y la Universidad de California, Berkeley. Ha sido Nieman Fellow en la Universidad de Harvard.
Como corresponsal extranjero también ha publicado numerosos artículos en el periódico El País entre otros.
En 2006, mientras era reportero del NYT, Wong recibió un premio Livingston en la categoría de excelencia en reportajes internacionales por su cobertura de la Guerra de Irak. Fue miembro del equipo del NYT que fue finalista del Premio Pulitzer de Reportaje Internacional.